# Yapen

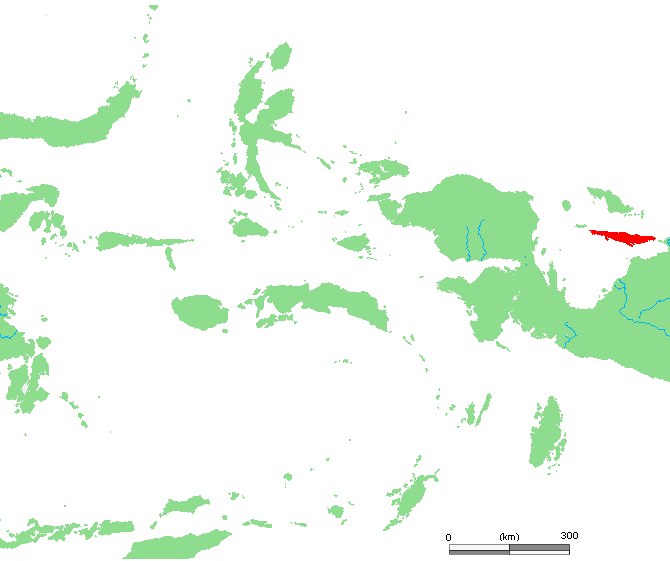
Vị trí của Yapen island in Cenderawasih Bay

Yapen (còn có tên là Japen, Jobi) là một hòn đảo thuộc Papua, Indonesia. Eo biển Yapen ngăn cách giữa đảo Yapen và quần đảo Biak về phía bắc.  Đảo này nằm trong vịnh Cenderawasih về phía tây bắc của đảo New Guinea. Phía tây là đảo Mios Num ngăn bởi eo biển Mios Num, và phía đông là đảo Kurudu.  Nằm về phía đông nam là quần đảo Amboi và phía tây nam là quần đảo Kuran.  Hòn đảo có bốn cộng đồng dân cư chính là Yobi, Randowaya, Serui, và Ansus. Điểm cao nhất của đảo có độ cao 1,496 mét (4,91 foot).
Hòn đảo được nhà hàng hải Tây Ban Nha Álvaro de Saavedra phát hiện lần đầu tiên vào 24 tháng 6 năm 1528, khi ông đang trở về từ Tidore đến Tân Tây Ban Nha. Hòn đảo được phân vào Paine nằm trongIslas de Oro (Quần đảo vàng trong tiếng Tây Ban Nha) hiện nay là Schoutens. Năm 1545, hòn đảo được Íñigo Órtiz de Retes ghé thăm trên tàu galleon San Juan.

## Sinh thái học
Hòn đảo được Quỹ Đời sống hoang dã Thế giới định danh là khu vực rừng mưa nhiệt đới Japen nhờ vào hệ thực vật và chim chóc đặc thù ở đây. Hai khu vực bảo tồn chiếm một phần ba đảo, trong khi dân số đang tăng khiến việc xóa sổ rừng mưa nhằm lấy gỗ và trồng trọt.